# Nymphopsis muscosa
Nymphopsis muscosa is een zeespin uit de familie Ammotheidae. De soort behoort tot het geslacht Nymphopsis. Nymphopsis muscosa werd in 1908 voor het eerst wetenschappelijk beschreven door Loman. 